# Metal Jukebox
Metal Jukebox – album zespołu Helloween.
W pewnej mierze płytę tę można traktować jako swoiste jubileuszowe wydawnictwo. W tym właśnie roku Helloween obchodzili 15-lecie działalności. Album to niecodzienny cover, bo przerobiono dobrze znane popowe i rockowe przeboje na metalowe utwory. Na płycie znalazły się covery między innymi takich zespołów jak ABBA, The Beatles czy Faith No More.

## Lista utworów
1. "He’s a Woman She’s a Man" (cover Scorpions) – 3:14
2. "Locomotive Breath" (cover Jethro Tull) – 3:56
3. "Lay All Your Love On Me" (cover ABBA) – 4:36
4. "Space Oddity" (cover David Bowie) – 4:52
5. "From Out Of Nowhere" (cover Faith No More) – 3:19
6. "All My Loving" (cover The Beatles) – 1:44
7. "Hocus Pocus" (cover Focus) – 6:43
8. "Faith Healer" (cover Alex Harvey) – 7:08
9. "Juggernaut" (cover Frank Marino) – 4:40
10. "White Room" (cover Cream) – 5:46
11. "Mexican" (cover Babe Ruth) – 5:49
12. "Rat Bat Blue" (cover Deep Purple) – 5:30